# 住吉島川
住吉島川（すみよしじまがわ）は、徳島県徳島市を流れる吉野川水系の河川である。

## 地理
徳島県徳島市の中心部を流れる助任川中流部から分岐し、住吉、安宅、福島の3つの地域を通過し、沖洲川上流部で合流する。
住吉島川は汽水域にあたる為、潮の干満によって川の流れが変わる。
水質はCODが4ppmしかないが透視度は50cm以上あるので良好な水質（平成18年度の結果）。
橋梁は住吉島橋、福住橋、安宅新橋、安宅大橋などがある。

## 流域の施設
- 徳島市立城東小学校
- 徳島市立城東中学校
- 徳島県立徳島商業高等学校
- 徳島市立木工会館